# Apple M1
Apple M1系列是苹果公司第一款基于ARM架构，並使用於桌上型與筆記型電腦的的自研处理器单片系统（SoC），於2020 年 11 月 10 日推出。为麥金塔计算机产品线與iPad產品線提供中央处理器。它搭载于MacBook Air (2020 年末)、Mac Mini (2020 年末)、MacBook Pro（13 英寸，2020 年）、iMac、iPad Pro及iPad Air (第五代)上。M1是首款用于个人电脑的5纳米芯片。苹果宣称该芯片在所有低功耗中央处理器产品中性能最佳，同时具有最佳的效能功耗比。
2021年10月18日，苹果发布了面对专业用户的Apple M1 Pro和M1 Max，与原版M1相比，在性能上的提升明显。
2022年3月8日，苹果推出了由兩顆M1 Max介接而成的Apple M1 Ultra，它是M1的最高阶版。

## 架构
Apple M1成為主處理器之前，蘋果從Mac開始內建T系列系統安全晶片，為遷移ARM做準備。

### M1
该芯片内有四个高性能“Firestorm”核心和四个低功耗“Icestorm”核心，结构类似ARM的big.LITTLE和Intel的“Lakefield”系列架构。这样的架构能实现以往苹果-英特爾架构无法达到的能效比优化。苹果宣称低功耗核心只需要高性能核心十分之一的电量。四个高性能核心均有192 KB指令缓存和128 KB数据缓存，并共享12 MB二级缓存；四个低功耗核心均有128 KB指令缓存和64 KB数据缓存，并共享4 MB二级缓存。“Icestorm”的“E集群”频率为0.6–2.064 GHz，最高功耗为1.3 W，而“Firestorm”的“P集群”的频率为0.6–3.204 GHz，最高功耗为13.8 W。M1芯片还包含苹果自己设计的8核（部分型号为7核）圖形處理器（GPU）。苹果宣称它可以同时执行25,000个线程。芯片还有一个专用的16核神经网络引擎，可以每秒执行11兆次运算。芯片其他组成部分还包括圖像處理器（ISP）、NVM存储、Thunderbolt 4控制器和Secure Enclave。
M1芯片内有4266 MT/s的LPDDR4X SDRAM，采用统一記憶體（unified memory）配置（即M1芯片内所有组件共享这一記憶體）。除此之外，整个SoC和RAM采取封裝體系的形式配置在一起。有8 GB和 16 GB两种配置供选择。
Rosetta 2动态二进制转译技术使得搭载M1芯片的设备仍然能够运行原有为x86架构处理器设计的软件。

### M1 Ultra
M1 Ultra處理器是由兩個M1 Max處理器用UltraFusion介接而成，M1 Ultra處理器的技術參數是M1 Max處理器的兩倍。

## 制造
由于苹果公司是一家无厂半导体公司，自身团队专攻芯片设计，最终的芯片制造需要晶圆代工厂家来完成。苹果预订了台積電的5纳米生产线来制造該款芯片。苹果也是TSMC 5纳米生产线的前期客户之一。M1 Pro 和 M1 Max 具有八个高性能“Firestorm”（M1 Pro 的低分档变体中有六个）和两个节能的“Icestorm”内核，提供总共 10 个内核（某些内核中有 8 个）的混合配置M1 Pro 的基本型号）。M1 Pro 集成了 Apple 设计的 16 核（在某些基本型号中为 14 个）图形处理单元 (GPU)，而 M1 Max 则集成了一个 32 核（在某些基本型号中为 24 个）GPU。每个 GPU 内核分为 16 个执行单元，每个执行单元包含 8 个算术逻辑单元 (ALU)。 M1 Max GPU 总共包含多达 512 个执行单元或 4096 个 ALU，其最大浮点 (FP32) 性能为 10.4 TFLOP。
它们具有与 Apple A14 Bionic 相同的 16 核神经引擎、Secure Enclave 和两个媒体引擎，并包括三个 Thunderbolt 4 控制器。M1 Pro 和 M1 Max 具有统一的内存架构，这意味着芯片上的所有组件，例如 CPU 和 GPU，共享相同的内存寻址。内存为 8 通道 LPDDR5-6400 SDRAM，M1 Pro 的总带宽为 200 GB/s，M1 Max 的总带宽为 400 GB/s。 M1 Pro 有 16 GB 和 32 GB 的内存配置，而 M1 Max 有 32 GB 和 64 GB 的配置。  M1 Max 支持 16 英寸 MacBook Pro 上的高功率模式，用于执行密集型任务。 M1 Pro 支持两个通过 Thunderbolt 的 6K 显示器和一个通过 HDMI 的 4K 显示器，而 M1 Max 支持第三个通过 Thunderbolt 的 6K 显示器。

## 應用產品

### M1
- MacBook Air ( 2020 )
- MacBook Pro ( 13 吋 2020 )
- Mac mini ( 2020 )
- iPad Pro ( 11 吋第三代 ，12.9 吋第五代 )
- iMac ( 24 吋 2021 )
- iPad Air（ 2022 ）

### M1 Pro
- MacBook Pro（14寸 2021，16寸 2021）

### M1 Max
- MacBook Pro（14寸 2021，16寸 2021）
- Mac Studio（ 2022 ）

### M1 Ultra
- Mac Studio（ 2022 ）

## 延伸型
下表显示了基于“Firestorm”和“Icestorm”微架构的各种 SoC。
| 芯片     | CPU 核心 (效能+效率) | GPU 核心 | 记忆体 (GB) | 晶体管 数目 |
| -------- | -------------------- | -------- | ----------- | ----------- |
| A14      | 6 (2+4)              | 4        | 4 - 6       | 118億       |
| M1       | 8 (4+4)              | 7        | 8 - 16      | 160億       |
| M1       | 8 (4+4)              | 8        | 8 - 16      | 160億       |
| M1 Pro   | 8 (6+2)              | 14       | 16 - 32     | 337億       |
| M1 Pro   | 10 (8+2)             | 14       | 16 - 32     | 337億       |
| M1 Pro   | 16                   |          | 16 - 32     | 337億       |
| M1 Max   | 10 (8+2)             | 24       | 32 - 64     | 570億       |
| M1 Max   | 10 (8+2)             | 32       | 32 - 64     | 570億       |
| M1 Ultra | 20 (16+4)            | 48       | 64 - 128    | 1140億      |
| M1 Ultra | 20 (16+4)            | 64       | 64 - 128    | 1140億      |

1. 1 2  M1 Ultra处理器是由两个M1 Max处理器用UltraFusion合成，技术参数是M1 Max处理器的两倍。

## 图库
- M1 (APL1102)
- M1 Pro (APL1103)
- M1 Max (APL1105)
- M1 Ultra (APL1W06)

## 拓展阅读
- Apple Silicon
- Apple A12Z Bionic
- Apple M2
- Mac向苹果芯片迁移
- 通用二进制
- Asahi Linux：使M系列CPU之Mac可執行Linux的一項計劃